# Театр драматических импровизаций
Теа́тр драмати́ческих импровиза́ций — театр в Санкт-Петербурге. Представления идут на малой сцене ДК им. И. И. Газа, правое крыло, 3-й этаж, (пр. Стачек, д. 72). Главный режиссёр театра — П. П. Подервянский.
Все актёры, занятые в спектаклях, воспитаны в школе-студии при театре по методике Н. В. Демидова, опирающейся на принципы подготовки актёра-сочинителя, способного на каждом представлении творить сценические отношения заново, самостоятельно исследовать заданную автором драматическую ситуацию. Предопределённое обстоятельствами драмы действие развивается непринуждённо, каждый раз на каждом спектакле актёры выстраивают цепочки взаимоотношений спонтанно и непредсказуемо, давая зрителю уникальную возможность приобщиться к такого рода спектаклю.
Репертуар театра строится, прежде всего, из пьес, в которых герои становятся перед драматическим выбором между личными и надличностными интересами. В числе постановок театра — «Доходное место», «Шутники», «Картины московской жизни» А. Н. Островского, водевили А. П. Чехова, «С любовью не шутят!» П. Кальдерона де ла Барки, «Дульсинея» А. М. Володина и другие. Разнообразен репертуар детских спектаклей («Кот в сапогах», «О чём рассказали волшебники» по мотивам сказки «Доктор Айболит», «Ура лисёнку Людвигу!» по сказке Экхольма, «Зайка-зазнайка» по сказке Сергея Михалкова). Многие спектакли идут без антракта. Театр принципиально скромен в декоративном и музыкальном оформлении спектаклей.